# Sterculia chlamydothyrsa
Sterculia chlamydothyrsa är en malvaväxtart som beskrevs av Gottfried Wilhelm Johannes Mildbraed. Sterculia chlamydothyrsa ingår i släktet Sterculia och familjen malvaväxter. Inga underarter finns listade i Catalogue of Life.